# 肖贵玉
肖贵玉（1964年8月—），男，汉族，湖北孝感人，中华人民共和国政治人物，曾任上海市人民政府办公厅主任、党组书记，上海市孙中山宋庆龄文物管理委员会主任，後任上海市人大常委会副主任。2023年1月出任中国人民政治协商会议上海市委员会副主席。